# Varmtvandsbeholder
En varmtvandsbeholder (ofte forkortet VVB) er en beholder med brugsvand som opvarmes til anvendelse i bolig og industri. Beholderen er lukket og indeholder kun vand - ingen luft.
Varmtvandsbeholdere fås i mange størrelser, fra 5 liter til flere tusinde liter, og kan også kombineres så man kan tage en beholder ud af drift for service uden at forstyrre driften - eller hvis der er behov for meget store mængder varmt vand. Mindre beholdere kan være indbyggede i olie- eller gasfyr eller være separate, mens større beholdere (over ca. 300 liter) næsten altid er separate enheder.
Varmtvandsbeholdere laves i dag typisk i rustfrit stål eller (billigere) jern, undertiden med en indvendig belægning. Inde i beholderen findes en varmekilde, typisk en spiral af varmerør (fra et fyr, fjernvarme eller andet) eller et el-varmelegeme. Der findes også beholdere med to varmespiraler, hvor den ekstra spiral ofte bruges med solfangere.
Varmtvandsbeholdere er følsomme for tilkalkning, fordi de i praksis næsten altid er det varmeste punkt i brugsvands-systemet. Da opløseligheden af kalk i vand falder med temperaturen vil der være mest kalk det varmeste sted i systemet, dvs. varmtvandsbeholderens varmegiver. Tilkalkningen medfører en lavere ydelse, fordi kalklaget på varmegiveren isolerer. Større beholdere skal derfor afkalkes indvendigt med mellemrum.
Eftersom varmt vand er lettere end koldt vand vil det varme vand stige til vejrs, mens det kolde vand vil synke til bunds. Der sker dermed en lagdeling i beholderen. Bundlaget på større beholdere er ofte køligt og kan derfor være bakteriefyldt, og det er derfor vigtigt at beholderen "udslammes" jævnligt. Udslamning betyder i praksis at lukke en del af vandet i bunden af varmtvandsbeholderen ud i kloak, hurtigt, således at bundfaldet trækkes med ud. På en god, større beholder er tilslutningerne udført under hensyn til dette, mens mindre beholdere (op til ca. 250-300 liter) har så stor gennemstrømning, at der ikke dannes noget specifikt bundlag.
Der kan være forskellige ting indbygget i beholderen - udluftningsstudse, cirkulations-tilslutninger, dykrør for termometre og sensorer osv.. På beholdere af jern ses dertil en offer-anode, en metalpind lavet af et materiale (fx magnesium) som ruster nemmere end jern. Anoden beskytter dermed beholderen mod elektro-galvanisk korrosion, så længe der er noget tilbage af den. Anoderne skiftes/fornys derfor ifm. den periodiske indvendige afkalkning af beholderen, jf. ovenfor.
Ældre vandrørsystemer (fx galvaniserede rør) kan tilsvarende beskyttes af denne anode, men det bør noteres at anoden ikke beskytter mod korrosion fra vandets ilt eller fra turbulens.
Temperaturen er vigtig i en varmtvandsbeholder. Jo højere temperatur, jo flere bakterier slås ihjel. Men jo højere temperatur, jo mere kalk dannes der i beholderen og i rørsystemet efter beholderen. Det sidste er værst, fordi kalken ikke (som kalken inde i beholderen) kan fjernes ved en regelmæssig rensning. Den optimale varmtvarmtvandstemperatur i beholderens øvre lag er normalt 55°C.